# Orlate
Arllat en albanais et Orlate en serbe latin (en serbe cyrillique : Орлате) est une localité du Kosovo située dans la commune/municipalité de Gllogoc/Glogovac, district de Pristina (Kosovo) ou district de Kosovo (Serbie). Selon le recensement kosovar de 2011, elle compte 3 134 habitants.

## Démographie

### Évolution historique de la population dans la localité
| 1948 | 1953  | 1961  | 1971  | 1981  | 1991  | 2011  |
| ---- | ----- | ----- | ----- | ----- | ----- | ----- |
| 969  | 1 046 | 1 252 | 1 568 | 2 199 | 3 000 | 3 134 |

|  |

### Répartition de la population par nationalités (2011)
En 2011, les Albanais représentaient 99,94 % de la population.